# 妙寺町
妙寺町（みょうじちょう）は、和歌山県伊都郡にあった町。現在のかつらぎ町の北東端、紀の川の右岸、和歌山線・妙寺駅の周辺にあたる。本項では町制前の名称である妙寺村（みょうじむら）についても述べる。

## 地理
- 河川：紀の川、桧谷川、中谷川、嵯峨谷川

## 歴史
- 1889年（明治22年）4月1日 - 町村制の施行により、妙寺村・中飯降村・西飯降村・大畑村・短野村・丁ノ町村・新田村および滝村の一部（飛地）の区域をもって妙寺村が発足。
- 1910年（明治43年）9月1日 - 妙寺村が町制施行して妙寺町となる。
- 1958年（昭和33年）7月1日 - 伊都町・見好村と合併してかつらぎ町が発足。同日妙寺町廃止。

## 経済

### 産業
農業
『大日本篤農家名鑑』によれば、妙寺村の篤農家は「田村重亮、赤井賢児、斎藤竹松、溝端彌一郎、田村佐七、森田庄兵衛、北浦賢一、谷口新右衛門、櫻井宗三郎、森田竹次郎、平原常次郎、中谷為市、中谷虎之助」などがいた。

## 交通

### 鉄道路線
- 日本国有鉄道
  - 和歌山線
    - 中飯降駅 - 妙寺駅

### 道路
- 国道24号

## 出身・ゆかりのある人物
- 木下伊平（資産家[2]、和歌山県多額納税者、農業、林業） - 木下家は数代以前迄は屋号を「木綿屋」と称し木綿商を営んだが、その後これを廃して植林を営み農業に従事した[3]。